# Alla vigilia (Turgenev)
Alla vigilia (in russo Накануне?, Nakanune) è un romanzo di Ivan Sergeevič Turgenev pubblicato nel 1860.

## Trama
Il romanzo inizia con una discussione sulla natura umana che si svolge, sulle rive della Moscova, nell'estate del 1853, tra due giovani di 23 anni: Pavel Âkovlevič Šubin, studente alla Scuola di Belle Arti di Mosca, e Andrej Petrovič Bersenev, studente di scienze naturali. Successivamente il lettore fa conoscenza della famiglia nella quale vive Šubin: il capofamiglia Nikolaj Artem'evič Stahov, un ufficiale della Guardia a riposo, sua moglie Anna Vasil'evna la quale, trascurata dal marito si dedica all'educazione della figlia Elena di 20 anni, di Zoja, una pupilla di 18 anni, e del nipote Pavel.
Pavel e Andrej corteggiano entrambi Elena, una ragazza idealista e generosa. Quando Bersenev porta a casa degli Stahov il suo amico Dmitri Nikanorovič Insarov, un bulgaro desideroso di liberare la sua patria dalla dominazione ottomana, Elena viene attratta da quest'ultimo e comincia a interessarsi alle sue idee. Dopo che Insarov ha protetto Elena dalle molestie di un gruppo di ubriachi, Elena gli confessa di amarlo. Infine, quando Dmitri si appresta a lasciare la Russia, dopo che ha ricevuto dalla patria lettere sempre più inquietanti, Elena decide di sposarlo e recarsi con lui in Bulgaria. I due raggiungono Venezia, all'epoca nell'Impero austriaco, dove dovrebbero incontrare Rendič, un vecchio marinaio dalmata il quale dovrebbe aiutarli a raggiungere la Bulgaria attraverso la Serbia. Malato di tisi, Dmitri tuttavia muore a Venezia. Con l'aiuto di Rendič, Elena decide di portare in Bulgaria il corpo di Dmitri, di stabilirsi nella patria del marito e di proseguirne l'attività.

## Critica

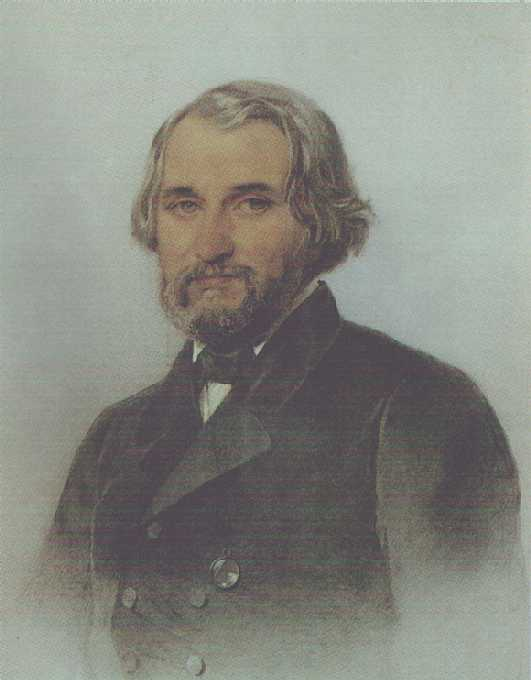
Ritratto di Ivan Turgenev nel 1857

Il titolo "Alla vigilia" può riferirsi sia alla guerra di Crimea, che seguirà immediatamente le vicende narrate nel romanzo, sia alle grandi riforme di Alessandro II (abolizione della servitù della gleba, riforme nell'amministrazione, nella scuola e nella cultura) che seguirono di poco la guerra.
La trama del romanzo, come disse l'autore, fu ricavata da un manoscritto lasciatogli da un certo Vasilij Karateev, partito per la guerra di Crimea nel 1855. Nel manoscritto Karateev raccontava che a Mosca si era innamorato di una fanciulla la quale tuttavia si era poi invaghita di un patriota bulgaro che aveva sposato e seguito in Bulgaria, dove lui era morto. Anche Karateev non ritornò dalla guerra, essendo morto di tifo in Crimea. Sono stati identificati i personaggi di questa vicenda, risultata sostanzialmente vera. Il personaggio di Dmitri Insarov è stato identificato nel bulgaro Nikolaj Dimitrov Katranov, giunto in Russia nel 1848 per studiare all'Università di Mosca, deciso a tornare nella città natale di Svištov con la moglie russa Larisa allo scoppio della guerra di Crimea nel 1853, e morto di tisi nel maggio dello stesso anno a Venezia. Le discussioni e le idee dibattute nel romanzo rappresentano, secondo la maniera di Turgenev, quelle comuni nella Russa degli anni quaranta dell'800. Per esempio, l'elegante e leggero Šubin è filofrancese; il leale, dotto, idealista Bersenev filotedesco; Elena è una creatura superiore ai due, mentre Insarov è il ritratto della volontà e della tenacia. Il romanzo tuttavia non suscitò vere e proprie polemiche, ma fu anzi apprezzato per la rappresentazione della Russia in un'epoca così importante.

## Adattamenti
- Nakanune - film russo del 1915 diretto da Vladimir Rostislavovič Gardin, e interpretato da Ol'ga Preobraženskaja (Elena), Petr Kaševskij (Insarov), Vasilij Vasil'ev (Bersenev), M. Balinov (Šubin), A. Neverov (Uvar Ivanovič), Tat'jana Kraskovskaja (Zoja), Vladimir Gradov (zio di Elena), N. Lepetič (madre)[5]

## Edizioni
- J. Tourgueneef, La vigilia, Roma: Tip. Artero, 1875
- Ivan Turghenief, Alla vigilia, Milano: Casa Ed. Imperia, 1924
- Ivan Turghenief, Alla vigilia: romanzo; (versione dal russo di Erme Cadei, Milano: Bietti, 1924
- Ivan Turghenjev, Alla vigilia: romanzo; versione integrale dal russo con note di Silvio Polledro, Torino: Slavia, 1930
- Ivan Turgheniev, Alla vigilia: romanzo; traduzione dal russo e introduzione di Rinaldo Küfferle, Milano: Sonzogno, 1933
- I.S. Turgenev, «Alla vigilia», traduzione di Ettore Lo Gatto. Fa parte di Ettore Lo Gatto (a cura di), Tutti i romanzi, Vol. I: Rudin, Un nido di nobili, Alla vigilia, Padri e figli, Fumo, Terra vergine, Milano: Mursia, 1963
- I.S. Turgenev, Alla vigilia: romanzo; traduzione dal russo e introduzione “Alla vigilia: seminario sulla gioventù di metà Ottocento” di Mario Caramitti, Milano: Carbonio, 2023